# Брати Міладинови

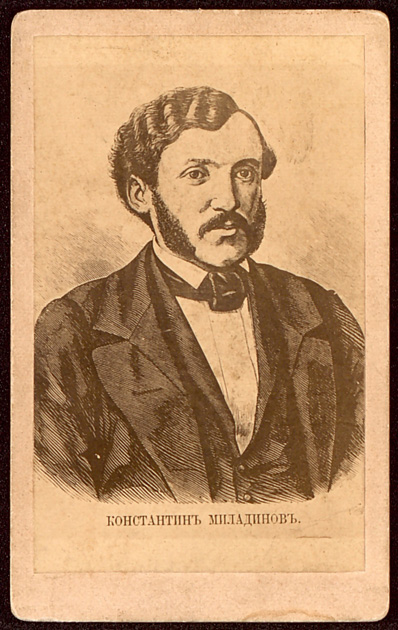
Константин Міладинов

Брати Димитр (1810, Струга — 23 січня 1862, Константинополь) і Костянтин (1810, Струги — 18 січня 1862, Константинополь) Міладинови — діячі болгарського культурного відродження 19 століття.

## Родина
Брати Міладинови народилися у великій родині гончарів Христа Міладинова і його дружини Султани Міладинової. У них було вісім дітей: Димитр і Костянтин, Наум, Тане, Мате, Апостол, а також Анна і Хреста.

## Діяльність
Обидва брати були важливими фігурами в справі болгарського національного відродження.

## Збірник братів Міладинових
У 1856 році Димитр повернувся в Струги для супроводу його брата Костянтина, який їздив до Росії для вивчення слов'янської філології у Московському університеті.
У Москві він залишився до закінчення університету в 1860 році, а потім у Відні він зустрівся з Йосипом Юрієм Штросмайєром, який допоміг йому у виданні колекції болгарських народних пісень.
Збірник під назвою «Бѫлгарски народни пѣсни. Собрани отъ братья Миладиновци, Димитрıя и Константина и издадени отъ Константина. Въ Загребъ. Въ книгопечатница-та на А. Якича, 1861» виходить в Загребі в 1861 році. Складався з 660 болгарських народних пісень зі слов'янських областей Центральних і Східних Балкан.

## Поезія Костянтина Миладинова

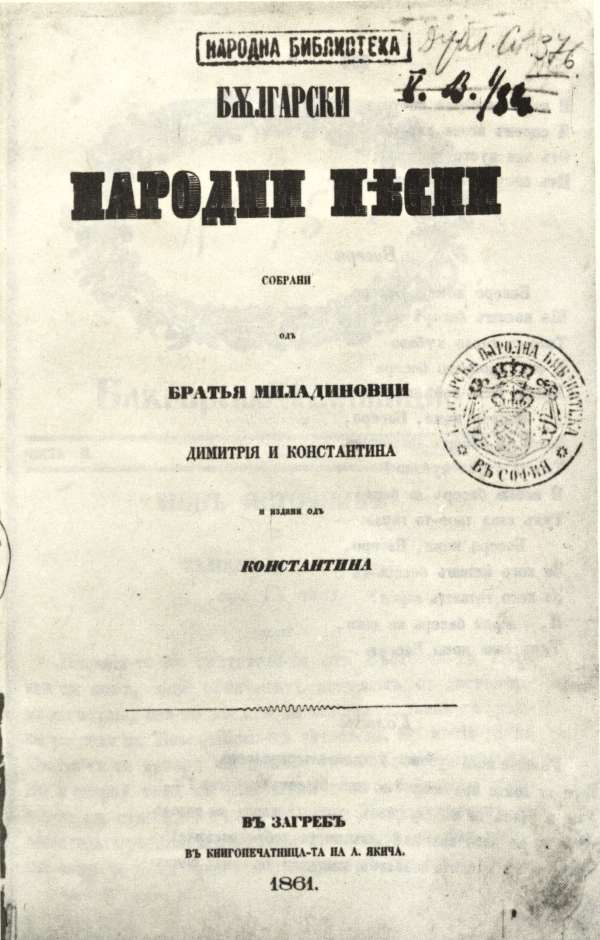

Поезія Костянтина Миладинова була сповнена соціальними і національними мотивами. Нижче наведено список робіт, опублікованих за його життя:
- «Бисера», «Б’лгарски книжици», година I, 1858, кн. 15.
- «Желание», «Б’лгарски книжици», година I, 1858, кн. 15.
- «Голапче», «Б’лгарски книжици», година I, 1858, кн. 15.
- «Шупељка», «Б’лгарски книжици», година I, 1858, кн. 15.
- «Не- не пијан», «Б’лгарски книжици», година I, 1858, кн. 15.
- «Клетва», «Б’лгарски книжици», година I, 1858, кн. 15.
- «Скрсти», «Б’лгарски книжици», година I, 1858, кн. 19.
- «Грк и Бугарин», «Б’лгарски книжици», година I, 1858, кн. 24.
- «Побратимство», «Б’лгарски книжици», година II, 1859, кн. 22.
- «Думание», «Б’лгарски книжици», година II, 1859, кн. 22.
- «Сираче», «Братски труд», 1860, кн. 1.
- «На сонцето», «Братски труд», 1860, кн. 1.
- «Еѓуптин делија», «Братски труд», 1860, кн. 3.
- «На чужина», «Дунавски лебед», година I, 1860, бр. 20.
- «Т’га за југ», «Дунавски лебед», година I, 1860, бр. 20.

## Смерть
В середині 1861 року, Костянтин залишив Загреб і поїхав у Белград, де він дізнався, що його брат Димитр знаходиться в Константинопольській в'язниці.
Потім він вирушив до Константинополя, де його заарештували турки, звинуватили у шпигунстві й кинули до в'язниці. Брати Костянтин і Димитр Міладінови померли в 1862 році в Константинополі при загадкових обставинах.